# Rappenantilope
Die Rappenantilope (Hippotragus niger) ist eine afrikanische Antilope aus der Gruppe der Pferdeböcke mit einem auffälligen Sexualdimorphismus. Die Männchen sind überwiegend schwarz gefärbt, Weibchen und Jungtiere dagegen bräunlich.

## Merkmale

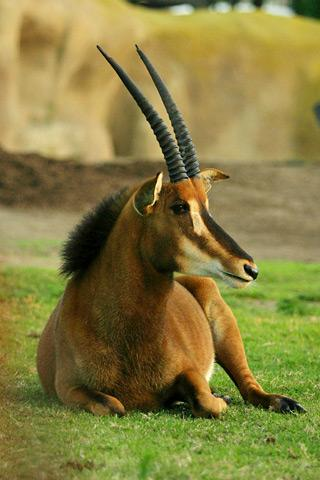
Weibliche Rappenantilope

Die Rappenantilope erreicht eine Kopf-Rumpf-Länge von 185 bis 195 Zentimeter, eine Schulterhöhe von 135 bis 145 Zentimeter und hat einen 44 bis 53 Zentimeter langen Schwanz. Die Länge ihres Hinterfuß liegt bei 51 bis 54 Zentimeter, die Ohren sind 25 bis 28 Zentimeter hoch. Das Gewicht der Männchen liegt bei 180 bis 230 kg, das der Weibchen bei 160 bis 180 kg. Sie ist damit etwas kleiner und leichter als die Pferdeantilope. Die Hörner der Weibchen sind kürzer und weniger gebogen als die der Männchen, die sehr lang und stark gebogen sind. Weibchen und Jungtiere sind kastanienbraun bis schwärzlich. Männchen werden mit einem Alter von drei Jahren schwarz, lediglich die Hinterseiten der Ohren bleiben kastanienbraun. Der Unterkiefer, der Bauch und das Hinterteil unterhalb des Schwanzes sind weiß. Je ein weißer Streifen verläuft auf beiden Kopfseiten von der Hornbasis bis zum Maul. Der vordere Abschnitt dieses Streifens wird mit zunehmendem Alter immer schmaler. Auf dem Hals und dem vorderen Rückenbereich haben die Antilopen eine hohe Mähne aus aufrecht stehenden Haaren, die oft etwas heller gefärbt ist als der Körper. Neugeborene Kälber ähneln denen der Pferdeantilope und sind gelblich-braun gefärbt. Die Tiere besitzen einen diploiden Chromosomensatz aus 60 Chromosomen. Alle Chromosomen sind akrozentrisch oder subtelozentrisch.
Die Zahnformel lautet: {\displaystyle {\frac {0.0.3.3}{3.1.3.3}}}.

## Lebensraum und Lebensweise

Das Verbreitungsgebiet der Rappenantilope

Das Verbreitungsgebiet reicht von Kenia im Norden über Ostafrika bis ins südliche Afrika. Rappenantilopen kommen in relativ offenen und mit Gräsern bewachsenen Miombo-Waldsavannen vor. In der Trockenzeit werden sie mehr in relativ offenen Grasländer gesehen, in der Regenzeit eher in Trockenwälder.  Rappenantilopen leben in der Regenzeit in kleinen Gruppen von 15 bis 25 Tieren, die sich während der Trockenzeit in Gebieten mit gutem Weideland zu größeren Herden vereinen. Innerhalb der Herden gibt es eine normalerweise auf dem Alter basierende Hierarchie mit einem oder mehreren dominanten Weibchen.  Bei schlechtem Gesundheitszustand oder wenn es sich ein Horn abbricht, verlieren die Tiere ihren Rang. Die dominanten Tiere führen die Herde bei Wanderungen zu Futterplätzen oder Wasserstellen an. Die Männchen sind territorial und besitzen 25 bis 40 Hektar große Reviere. Diese werden mit Kot, Urin und dem Abbrechen von Ästen mittels der Hörner markiert. Betritt eine Herde das Revier, folgt das Männchen der Herde und versucht die Herde am Verlassen des Reviers zu hindern. Männchen aus benachbarten Territorien können bekämpft werden. Dabei schlagen die Tiere mit ihren Hörnern gegen den Hals, die Schultern oder das Hinterteil des Gegners.
Die Hauptnahrung der Rappenantilopen ist Gras, sie fressen aber gelegentlich auch Kräuter oder Laub. Um Mineralien aufzunehmen, besuchen sie Salzlecken oder kauen auf Knochen. Eine Untersuchung der Nahrungsweise der Rappenantilope in Simbabwe hat erwiesen, dass Rappenantilopen abhängig von Wasserstellen sind. Sie entfernen sich nie mehr als einen Kilometer von Wasser und trinken täglich. Das Gras wird bis auf eine Höhe von vier Zentimeter über dem Boden abgeäst. Gras, das weniger als vier Zentimeter hoch ist, wird von ihnen nicht gefressen. Nach Regenfällen, wenn das Gras wieder zu sprießen beginnt, sind sie damit eine der letzten Arten, die sich die neu nachgewachsenen Nahrungsressourcen erschließen können. Ihre Hauptaktivitätszeiten liegen in den frühen Morgenstunden und am späten Nachmittag. Die heiße Mittagszeit verbringen sie vor allem mit ruhen und wiederkäuen, nur gelegentlich von kurzem Grasen unterbrochen. Auch in der Nacht werden die Ruhezeiten von kurzem Zeiten des grasen oder des wiederkäuens unterbrochen.

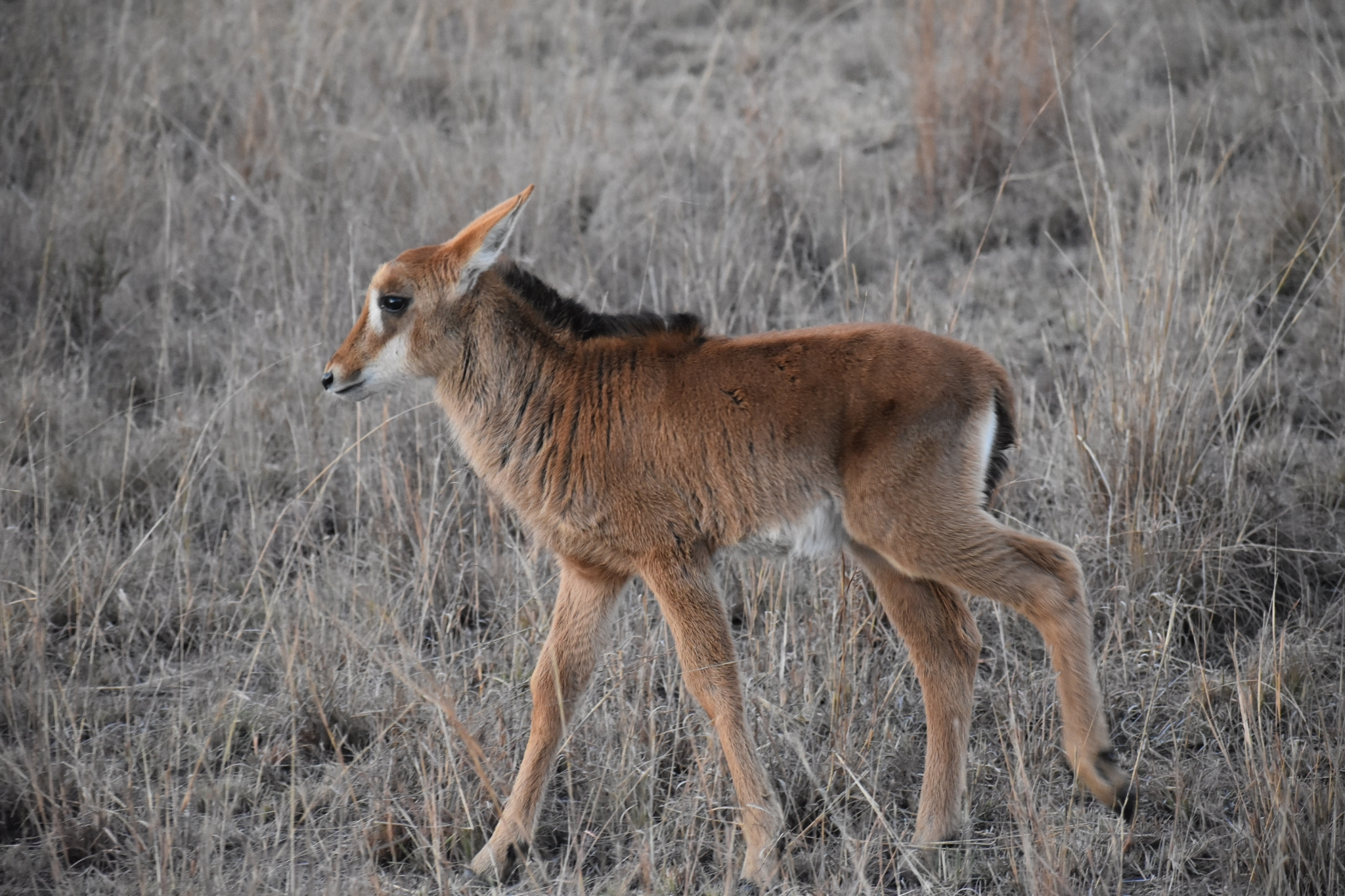
Jungtier

Rappenantilopen paaren und gebären sich das ganze Jahr über, die meisten Geburten finden jedoch von Januar bis März statt. Die Tragzeit beträgt acht Monate (240 bis 280 Tage). Nach der Geburt bleiben die Kälber etwa drei Wochen in einem Versteck in hohem Gras, während das Weibchen Zeit zum Fressen hat. Männchen werden mit einem Alter von 18 Monaten geschlechtsreif, sind aber erst mit einem Alter von sieben bis acht Jahren voll ausgewachsen. Bei den Weibchen kommt die Geschlechtsreife im Alter von zwei Jahren und sie sind mit einem Alter von fünf bis sechs Jahren voll ausgewachsen. Weibchen bleiben in der Herde, Männchen verlassen die Herde mit einem Alter von ca. zwei Jahren und tun sich zu Junggesellenverbänden zusammen, bis sie stark genug sind, ein eigenes Revier zu verteidigen.

## Systematik und Taxonomie
Die Rappenantilope wurde im Jahr 1838 durch den britischen Afrikareisenden William Cornwallis Harris unter der Bezeichnung Aigererus niger erstmals wissenschaftlich beschrieben. Heute bildet sie zusammen mit der Ostafrikanischen Rappenantilope (H. roosevelti), dem ausgestorbenen Blaubock (H. leucophaeus) und der Pferdeantilope (Hippotragus equinus) die Gattung der Rossantilopen (Hippotragus), die wiederum zusammen mit der Mendesantilope (Addax nasomaculatus) und den Oryxantilopen (Oryx) die Tribus der Pferdeböcke (Hippotragini) bildet.
Vier bis fünf Unterarten werden unterschieden, in sich in ihrer der Größe, der Farbe der Weibchen, der Form der weißen Gesichtsstreifen und der Größe der Hörner unterscheiden.
- Hippotragus niger niger, südlich des Sambesi. Weibchen und Jungtiere sind sehr dunkel rotbraun gefärbt.
- Hippotragus niger anselli, im Tal des Luangwa im Osten von Sambia, in Malawi und im Norden von Mosambik und in der Region des Tendaguru im Südosten von Tansania. Kleinste Unterart, relativ schmaler Schädel.
- Hippotragus niger kirkii, nördlich des Sambesi im Westen von Sambia und in Katanga. Im Durchschnitt größer als H. n. niger aber kürzere Hörner.
- Hippotragus niger variani, im zentralen Angola. Größte Unterart, längste Hörner. Der weiße Gesichtsstreifen ist auf ein weißes Rechteck vor dem  Auges beschränkt.
- Hippotragus niger roosevelti, Tansania mit Ausnahme des Nordens und südöstliches Kenia. Wird im Handbook of the Mammals of the World als eigenständige Art geführt.[1]

## Bedrohung und Schutz
Es gibt noch etwa 50.000 bis 60.000 Rappenantilopen. Die Art wird von der IUCN als nicht gefährdet eingestuft. Die Riesen-Rappenantilope (Hippotragus niger variani), eine Unterart aus Angola, gilt jedoch als vom Aussterben bedroht. Eine weitere sehr seltene Unterart ist die Ostafrikanische Rappenantilope (Hippotragus niger roosevelti).

## Sonstiges
Die Rugby-Union-Nationalmannschaft Simbabwes leitet ihren Spitznamen Sables von der Rappenantilope (englisch sable antelope) ab.

## Einzelbelege
1. 1 2 3 4 5 6 7 8 9  Colin Peter Groves und David M. Leslie Jr.: Family Bovidae (Hollow-horned Ruminants). In: Don E. Wilson und Russell A. Mittermeier (Hrsg.): Handbook of the Mammals of the World. Volume 2: Hooved Mammals. Lynx Edicions, Barcelona 2011, ISBN 978-84-96553-77-4, S. 444–779 (S. 685 u. 686).
2. ↑  Spinage, S. 56.
3. ↑  
Gonçalo Espreguira Themudo und Paula F. Campos: Phylogenetic position of the extinct blue antelope, Hippotragus leucophaeus(Pallas, 1766) (Bovidae: Hippotraginae), based on complete mitochondrial genomes. Zoological Journal of the Linnean Society 182, 2018, S. 225–235.
4. ↑  
William C. Harris (1838). Aigererus niger. Athenaeum 535: 71
5. ↑  
Jonathan Kingdon, David Happold, Michael Hoffmann, Thomas Butynski, Meredith Happold und Jan Kalina (Hrsg.): Mammals of Africa Volume VI. Pigs, Hippopotamuses, Chevrotain, Giraffes, Deer and Bovids. Bloomsbury, London, 2013, S. 556–565.
6. ↑  
Hippotragus niger in der Roten Liste gefährdeter Arten der IUCN 2016. Eingestellt von: IUCN SSC Antelope Specialist Group, 2016. Abgerufen am 8. August 2024.
7. ↑  
Hippotragus niger ssp. variani in der Roten Liste gefährdeter Arten der IUCN 2017. Eingestellt von: IUCN SSC Antelope Specialist Group, 2016. Abgerufen am 8. August 2024.